# اس جي اس (شركة)
اس جي اس (المعروفة سابقًا بالفرنسية باسم Société Générale de Surveillance (بالعربية تعني الجمعية العامة للمراقبة) هي شركة سويسرية متعددة الجنسيات يقع مقرها الرئيسي في جنيف، وتوفر خدمات الفحص والتحقق والاختبار وإصدار الشهادات . ويعمل موظفوها البالغ عددهم 98000 موظفًا على إدارة شبكة مكونة من 2650 مكتبًا ومختبرًا حول العالم.  تم تصنيفها في قائمة فوربس جلوبال 2000 في عام 2015،  2016،  2017،  2020  و2021.
تشمل الخدمات الأساسية التي تقدمها اس جي اس الفحص والتحقق من كمية ووزن ونوعية البضائع المتداولة، واختبار جودة المنتج وأدائه وفقًا لمعايير الصحة والسلامة والمعايير التنظيمية المختلفة، والتأكد من أن المنتجات أو الأنظمة أو الخدمات تلبي متطلبات متطلبات المعايير التي تحددها الحكومات أو هيئات التقييس أو عملاء اس جي اس.